# Lorenz Adam Bartenstein
Lorenz Adam Bartenstein (* 28. August 1711 in Heldburg; † 25. Februar 1796 in Coburg) war ein deutscher evangelischer Geistlicher, Gymnasiallehrer und Schulleiter.

## Leben
Lorenz Adam Bartenstein war der Sohn des Rektors und späteren Diakons von Heldburg, Adam Bartenstein (* 5. Oktober 1675 in Westhausen; † 18. Juli 1726 in Heldburg) und dessen Ehefrau Kunigunde († 1780), jüngste Tochter des Diakon Schumann. Er hatte noch eine Schwester und sechs Brüder.
Seinen ersten Unterricht erhielt er durch seinen Vater im Lateinischen und Griechischen; als sein Vater 1723 zum Diakon ernannt wurde, kam noch Hebräischunterricht dazu. Im Jahr, als sein Vater starb, kam er auf das Coburger Gymnasium Casimirianum, zum damaligen Rektor Albrecht Meno Verpoorten und den Lehrern Johann Konrad Schwarz, Bonifacius Heinrich Ehrenberger (1681–1759), Johann Gerhard Meuschen und Johann Daniel Gihnlein; Hebräisch-Unterricht erhielt er bei dem damaligen Hofmedikus Ernst Friedrich Justin Heimrich.
Er studierte an der Universität Jena Theologie, Mathematik, Logik, Physik und Naturrecht und hörte theologische Vorlesungen bei Johann Reinhard Rus, Johann Gottfried Tympe, Hoffmann, Johann Georg Walch, bei Georg Erhard Hamberger und Johann Bernhard Wiedeburg Physik und Mathematik und bei Heinrich Köhler Logik und Naturrecht. Um sich auf eine Lehrerstelle vorzubereiten, erlernte er auch Französisch und Italienisch.
Nachdem er seine Studien beendet hatte, wurde er 1735 Hofmeister der beiden Grafen von Auersperg sowie einiger Gräfinnen von Windisch Graetz, unter anderem auch Constantia von Windisch Graetz (1721–1763), die später Friedmann Graf von Werthern heiratete, in Burgstall in der Steiermark. Nach dem Kriegsausbruch während des Österreichischen Erbfolgekrieges 1741 ging er mit den, nun erwachsenen, Söhnen des Grafen Auersperg 1742 nach Coburg, um sie dort weiter auszubilden, hierbei wurde er unterstützt von Johann Ulrich Tresenreuter.
1743 erhielt er die Stelle des Stadtschulrektors in Coburg angeboten und trat das Amt am 9. Oktober 1743 an. In dieser Zeit hielt er auch Predigten und war geneigt, eine Predigerstelle außerhalb Coburgs anzunehmen, allerdings bat ihn der Herzog Franz Josias zu bleiben und gab ihm 1748 den Auftrag, den Prinzen Christian Franz in Mathematik zu unterrichten; aufgrund des guten Unterrichts wurde er von 1751 bis 1755 Mathematiklehrer von dessen Bruder Friedrich Josias.
1756 erhielt er den Auftrag, den Schülern des Pädagogiums Unterricht in Geometrie zu erteilen, und wurde kurz darauf zum Professor für Mathematik, Astrologie, Religion und Poesie ernannt und hielt nun Unterricht am Gymnasium; 1764 kam noch der Rhetorik-Unterricht dazu, nachdem der vorherige Lehrer Johann Friedrich Gruner nach Halle berufen worden war. 1774 ernannte ihn die philosophische Fakultät der Universität Erlangen zum Magister.
Nach dem Tod des bisherigen Rektors Johann Casimir Happach (1726–1783) erfolgte 1783 seine Beförderung zum Direktor des Gymnasiums Casimirianum sowie seine Ernennung zum Konsistorialrat.
Lorenz Adam Bartenstein war seit dem 16. Juli 1744 mit Johanne Euphrosyne, geb. Böttner verheiratet. Von seinen acht Söhnen und sechs Töchtern sind namentlich bekannt:
- Josephe Christian Sabine, verheiratet mit Johann Christian Briegleb (1741–1805), Professor am Gymnasium Casimirianum und später dessen Rektor.

### Schriftstellerisches Wirken
Er veröffentlichte neben Zeitungsaufsätzen im Coburgischen Intelligenzblatt zu mathematischen Problemen, pädagogische Schriften und zahlreiche Programme für den Unterricht in Mathematik, Religion, Latein sowie eine Erleichterte Anweisung zur griechischen Sprache. Von 1743 bis 1751 gab er 180 Gelegenheitsgedichte sowohl zu frohen wie auch zu traurigen Anlässen heraus.

## Schriften (Auswahl)
- Johann Ernst Zang; Lorenz Schumann; Johann Werner Krauß; Lorenz Adam Bartenstein; Lukas Schumann; Johann Martin Brehm: Das glaubige Auffsehen auf Jesum den Anfänger und Vollender des Glaubens, welches bey Volck-reicher Leichen-Begängniß des Herrn Laurentii Schumanns in einer hierbey gehaltenen Christlichen Leichen-Predigt vorstellen, und zum Druck ausfertigen sollen. Hildburghausen: Pentzolt, 1721.
- Albrecht Meno Verpoorten; Lorenz Adam Bartenstein; Johannes Gottlieb Eyring: De Vero Fidei Et Confessionis, Ipsivsqve Ecclesiae Christianae Fvndamento: ad Matth. XVI, 17, 18 ; Disputatio Ivbilaea, Avgvstae Confessionis Avgvstanae Anno Saecvlari Altero. Cobvrgi: Hagen, 1730.
- Religionis Christianae Excellentiam Ex Insigniter Commendato Amoris Studio Asserendam, Atque Demandati Sibi Profess. Extraord. Ill. Gymnas. Casim. Munus Auspicandum Duxit Laurent. Coburgi: Otto, 1757.
- Erleichterte Anweisung zur griechischen Sprache. 1758.
- Latinae linguae commendatio ex ipsa eam discendi difficultate et molestia repetia. Coburgi Findeisen 1765.
- Gedanken Von der Mäßigung der strengen mathematischen Lehrart in dem Vortrag der Anfangsgründe: Wormit die zu haltenden Mathematischen Vorlesungen ankündiget / Lorenz Adam Bartenstein, öffentlicher Lehrer der Mathematic und Poesie und Pædagogiarcha des Gymnasii Academici in Coburg. Findeisen Universitäts- und Landesbibliothek Sachsen-Anhalt 1766.
- Praemissa lunulae Hippocratis Chii descriptione solennem inaugurationem Ioannis Friderici Facii professoris ordinarii Graecae linguae in illustri Gymnasio Casimiriano. Coburgi: Formis Ahlianus, 1784.